# Kabinett Prunskienė
Das Kabinett Prunskienė war die erste litauische Regierung nach der Parlamentswahl in Litauen 1990. Kazimiera Danutė Prunskienė wurde 1990 bestätigt. Die Vereidigung fand danach im Seimas statt.

## Zusammensetzung
| Position                         | Person                      | Lebensdaten | Lebensdaten | Partei | Zeit | Zeit |
| Position                         | Person                      | von         | bis         | Partei | von  | bis  |
| -------------------------------- | --------------------------- | ----------- | ----------- | ------ | ---- | ---- |
| Premierministerin                | Kazimiera Danutė Prunskienė | * 1943      |             |        | 1990 | 1991 |
| Stellvertretende Premierminister | Algirdas Mykolas Brazauskas | 1932        | 2010        |        | 1990 | 1991 |
| Stellvertretende Premierminister | Romualdas Ozolas            | 1939        | 2015        |        | 1990 | 1991 |
| Finanzen                         | Romualdas Sikorskis         | 1926        | 1997        |        | 1990 | 1991 |
| Wirtschaft                       | Vytas Navickas              | 1952        |             |        | 1990 | 1991 |
| Verkehr                          | Jonas Biržiškis             | 1932        |             |        | 1990 | 1991 |
| Sozialschutz                     | Algis Dobravolskas          | 1951        |             |        | 1990 | 1991 |
| Energie                          | Leonas Vaidotas Ašmantas    | 1939        |             |        | 1990 | 1991 |
| Kultur und Bildung               | Darius Kuolys               | 1962        |             |        | 1990 | 1991 |
| Landwirtschaft                   | Vytautas Knašys             | 1937        |             |        | 1990 | 1991 |
| Waldwirtschaft                   | Vaidotas Antanaitis         | 1928        | 2018        |        | 1990 | 1991 |
| Innen                            | Marijonas Misiukonis        | 1939        |             |        | 1990 | 1991 |
| Äußeres                          | Algirdas Saudargas          | 1948        |             |        | 1990 | 1991 |
| Justiz                           | Pranas Kūris                | 1938        |             |        | 1990 | 1991 |
| Kommunikationen                  | Kostas Birulis              | 1925        | 2004        |        | 1990 | 1991 |
| Bau und Urbanistik               | Algimantas Nasvytis         | 1928        | 2018        |        | 1990 | 1991 |
| Gesundheitsschutz                | Juozas Olekas               | 1955        |             |        | 1990 | 1991 |
| Handel                           | Albertas Sinevičius         | 1943        |             |        | 1990 | 1991 |
| Industrie                        | Rimvydas Jasinavičius       | 1943        |             |        | 1990 | 1991 |
| Materialressourcen               | Romualdas Kozyrovičius      | 1943        |             |        | 1990 | 1991 |